# Gouvernement Khra-prayun
Thaïlande
47e cabinet
(Anan Panyarachun I) 49e cabinet
(Anan Panyarachun II)
Le gouvernement de Suchinda Khra-prayun (en thaï : คณะรัฐมนตรีสุจินดา คราประยูร) est le 48e gouvernement thaïlandais du 14 avril au 10 juin 1992. 
Il succède au premier gouvernement d'Anan Panyarachun, formé en 1991 à la suite du coup d'État de février de la même année, et est remplacé par le second gouvernement par intérim de celui-ci à la suite de la démission de Suchinda Khra-prayoon le 24 mai 1992.

## Contexte
Pris dans une affaire de trafic de drogue par les États-Unis, Narong Wongwan, chef du Parti de l'Unité de la Justice (PUJ), parti ayant obtenu le plus de sièges à la Chambre des représentants aux élections de mars 1992, a refusé catégoriquement d'être nommé Premier ministre, pourtant soutenu par sa coalition pro-junte, ainsi que par le Conseil national de maintien de la paix (CNMP) lui-même. Lors de diverses interviews, Suchinda Khra-prayun, commandant en chef de l'Armée royale thaïlandaise, ayant participé au coup d'État, avait lui aussi clairement refusé la fonction. 
Finalement, la coalition pro-junte, constituée du Parti de l'Unité de la Justice (PUJ), le Parti de la Nation thaïe (PNT), le Parti de l'Action sociale (PAS), le Parti citoyen thaï (PCT) et le Parti populaire (PP), présente comme candidat au poste de Premier ministre à confirmer par la Chambre des représentants le général Khra-prayun, qui obtiendra 195 voix, contre 165 voix pour Chawalit Yongchaiyut, chef du Parti de la Nouvelle Aspiration (PNA), qui avait obtenu la majorité des suffrages et des voix lors de l'élection de mars, mais seulement 72 sièges à la Chambre.
Par sa nomination et son investiture en tant que Premier ministre le 7 avril 1992, Suchinda Khra-prayun démissionne de sa fonction de commandant en chef de l'Armée royale et est remplacé par Issarapong Noonpakdee, frère de son épouse, avec Kaset Rojanil, commandant des Forces aériennes royales thaïlandaises. Issarapong Noonpakdee était par ailleurs membre du CNMP et était ministre de l'Intérieur dans le premier gouvernement d'Anan Panyarachun. 
Son gouvernement est nommé et investi le 17 avril 1992.

## Composition initiale

### Premier ministre
- Premier ministre, ministre de la Défense : Suchinda Khra-prayun

### Vice-Premiers ministres
- Vice-Premier ministre : Meechai Ruchuphan (en)
- Vice-Premier ministre : Narong Wongwan (en)
- Vice-Premier ministre, ministre de l'Éducation : Somboon Rahong (th)
- Vice-Premier ministre : Montree Pongpanich (th)
- Vice-Premier ministre : Samak Sunthorawet

### Ministres
| Titre                                                          | Titulaire                   |
| -------------------------------------------------------------- | --------------------------- |
| Ministre auprès du Cabinet du Premier ministre                 | Mai Sirinawakul (th)        |
| Ministre auprès du Cabinet du Premier ministre                 | Chatchawan Chomphudang (th) |
| Ministre auprès du Cabinet du Premier ministre                 | Korn Dabbaransi (en)        |
| Ministre auprès du Cabinet du Premier ministre                 | Suchon Champunt (th)        |
| Ministre auprès du Cabinet du Premier ministre                 | Wattana Assawahem (th)      |
| Ministre auprès du Cabinet du Premier ministre                 | Piyanat Watcharaporn (th)   |
| Ministre auprès du Cabinet du Premier ministre                 | Chaiyaphak Siriwat (th)     |
| Ministre auprès du Cabinet du Premier ministre                 | Thinphan Nakata (th)        |
| Porte-parole du Cabinet du Premier ministre                    | Wissanu Krea-ngam           |
| Ministre des Finances                                          | Suthee Singsaneh (th)       |
| Ministre des Affaires étrangères                               | Pongpol Adireksarn (th)     |
| Ministre de l'Agriculture et des Coopératives                  | Phinit Chansurin (th)       |
| Ministre des Transports                                        | Banhan Sinlapa-acha         |
| Ministre du Commerce                                           | Anuwat Wattanapongsiri (th) |
| Ministre de l'Intérieur                                        | Anan Kalintha (th)          |
| Ministre de la Justice                                         | Sawat Khamprakob (th)       |
| Ministre des Sciences, de la Technologie et de l'Environnement | Prayut Siripanich (th)      |
| Ministre de la Santé publique                                  | Boonphan Khaewattana (th)   |
| Ministre de l'Industrie                                        | Sompong Amornwiwat          |
| Ministre des Affaires universitaires                           | Thawit Klinprathum (en)     |

### Vice-ministres
| Titre                                                               | Titulaire                    |
| ------------------------------------------------------------------- | ---------------------------- |
| Vice-ministre de la Défense                                         | Chatchom Kanlong (th)        |
| Vice-ministre des Finances                                          | Chawalit Osathanukhraw (th)  |
| Vice-ministre des Affaires étrangères                               | Sombat Srisurin (th)         |
| Vice-ministre de l'Agriculture et des Coopératives                  | Santi Chaiwiratana (th)      |
| Vice-ministre de l'Agriculture et des Coopératives                  | Yuth Angkinan (th)           |
| Vice-ministre de l'Agriculture et des Coopératives                  | Warothai Phinyasat (th)      |
| Vice-ministre des Transports                                        | Sanoh Thienthong (en)        |
| Vice-ministre des Transports                                        | Suwat Liptapanlop (en)       |
| Vice-ministre des Transports                                        | Kamchai Ruangkanchanset (th) |
| Vice-ministre du Commerce                                           | Pridiyathorn Devakula        |
| Vice-ministre du Commerce                                           | Samphan Lertnuwat (th)       |
| Vice-ministre du Commerce                                           | Phuanglek Boonchiang (th)    |
| Vice-ministre de l'Intérieur                                        | Wiroj Pao-in (th)            |
| Vice-ministre de l'Intérieur                                        | Weera Pitchart (th)          |
| Vice-ministre de l'Intérieur                                        | Suchart Tancharoen (en)      |
| Vice-ministre de l'Intérieur                                        | Praphat Phosuthon (th)       |
| Vice-ministre des Sciences, de la Technologie et de l'Environnement | Kittisak Hattasongkhraw (th) |
| Vice-ministre de l'Éducation                                        | Chuchip Hansawat (th)        |
| Vice-ministre de l'Éducation                                        | Ngern Boonsupha (th)         |
| Vice-ministre de l'Éducation                                        | Pairoj Kruearat (th)         |
| Vice-ministre de la Santé publique                                  | Somsak Thepsuthin (en)       |
| Vice-ministre de la Santé publique                                  | Jaroon Ngamphichet (th)      |
| Vice-ministre de l'Industrie                                        | Rueangwit Link (th)          |
| Vice-ministre de l'Industrie                                        | Udomsak Thangthong (th)      |

## Évolution de la composition du gouvernement

### Démission du 26 mai 1992
Le 9 juin 1992, il est annoncé par Meechai Ruchuphan (en), vice-Premier ministre, devenu Premier ministre par intérim à la suite de la démission de Suchinda Khra-prayun le 24 mai 1992, que Wiroj Pao-in (th) a remis sa démission de son poste de vice-ministre de l'Intérieur.

## Fin du gouvernement

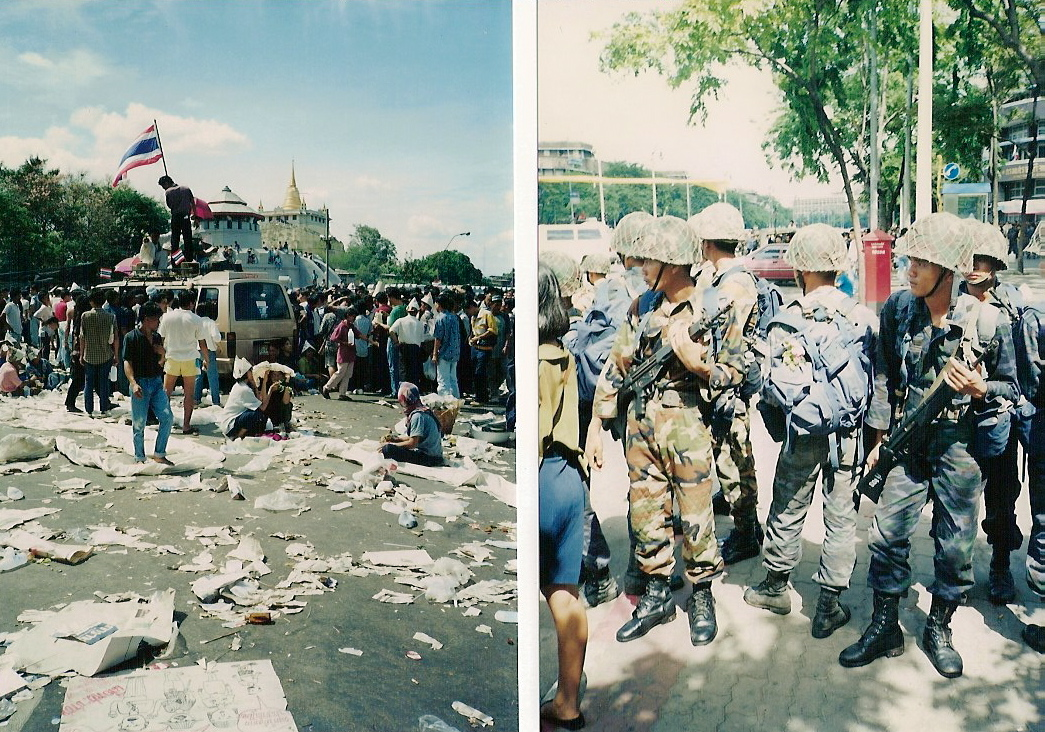
Manifestants (à gauche) contre forces de l'ordre (à droite) lors du Mai noir.

Du 17 au 20 mai 1992, 200 000 personnes manifestent en masse contre le gouvernement militaire et la nomination de Suchinda Khra-prayun à Bangkok. Les protestations sont notamment menés par le charismatique général Chamlong Srimuang (en), chef et membre de la Chambre des représentants du parti Palang Dharma (en), ancien gouverneur de Bangkok. Ces événements, dits du "Mai noir" en français (en thaï พฤษภาทมิฬ ; RTGS : Phruetsapha Thamin), sont réprimées dans le sang : les forces de l'ordre ouvrent le feu sur les manifestants le 17 mai ; la loi martiale est instaurée et les rassemblements de plus de 10 personnes interdits ; pendant trois jours, la capitale est le théâtre d'émeutes durant lesquelles des bâtiments administratifs sont incendiés. La répression est sévère et son bilan avoisine les 50 morts et des centaines de blessés,. 
Face à la situation, le 20 mai 1992, le roi Rama IX décida de convoquer le Premier ministre Khra-prayun et Chamlong Srimuang en audience, pour mettre fin au conflit entre les deux camps. La princesse Sirindhorn ainsi que le prince héritier Vajiralongkorn avaient déjà réagi aux événements par des allocutions télévisées dans la même journée.
Le 23 mai 1992, une loi d'amnistie venant de Khra-prayun est officiellement signée par le roi, exemptant ainsi l'amnistie aux forces de l'ordre ainsi qu'aux civils. La loi n'est pourtant pas conforme légalement, car il n'y a pas eu une réunion du gouvernement sur cette loi, conformément à la Constitution provisoire alors en vigueur à cette période. Un tribunal constitutionnel pour jugement est établi par l'Assemblée nationale.
Le 24 mai 1992, Suchinda Khra-prayun annonce sa démission de son poste de Premier ministre dans une allocution télévisée. Dans cette allocution, il apporte son soutien à la modification d'un amendement de la constitution permettant au Premier ministre d'être réélu par le Parlement. Alors que les partis de gouvernement mais aussi d'opposition avaient de nouveau proposés des candidats à la fonction, il est annoncé qu'Anan Panyarachun reprenne la fonction. Investi le 10 juin 1992, son second gouvernement par intérim est nommé 4 jours plus tard. Des élections sont prévues pour septembre.